# Pinie rzymskie
Pinie rzymskie (wł. Pini di Roma) – jedno z najbardziej znanych dzieł włoskiego kompozytora Ottorino Respighiego, napisane w 1924 roku. Wraz z poematami symfonicznymi "Fontanny rzymskie" (Fontane di Roma) i "Święta rzymskie" (Feste Romane) składa się na tzw. trylogię rzymską. Każda z części ma ilustrować drzewa piniowe w różnych lokalizacjach w Rzymie o różnych porach dnia i nocy.
Po raz pierwszy utwór wykonano 14 grudnia 1924 roku w Rzymie, pod dyrekcją Bernardina Molinariego.

## Części utworu i programatyka

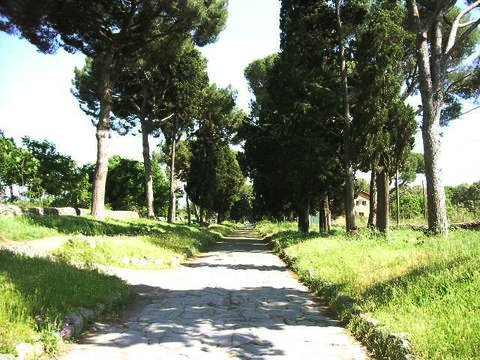
Via Appia w pobliżu Rzymu

1. I pini di Villa Borghese (Pinie Villa Borghese)
2. Pini presso una catacomba (Pinie w pobliżu katakumb)
3. I pini del Gianicolo (Pinie na Janikulum)
4. I pini della Via Appia (Pinie wzdłuż Via Appia)

Pierwsza część, Pinie Villa Borghese przedstawia dzieci hałaśliwie bawiące się w gajach piniowych w ogrodach Borghese. Druga część, Pinie w pobliżu katakumb to majestatyczna pieśń żałobna, przywołująca drzewa piniowe otaczające kaplicę i katakumby w Campagna di Roma. Basowe instrumenty orkiestry oraz organy mają symbolizować dźwięk niknący pod ziemią, a puzony śpiewy kapłanów.
Trzecia część, Pinie na Janikulum to nokturn przywołujący otoczenie rzymskiej świątyni ku czci boga Janusa na wzgórzu Janikulum. Bóg o dwóch obliczach otwiera na rozpoczęcia nowego roku drzwi i bramy. Ottorino Respighi zdecydował się na wykorzystanie nagrania śpiewu słowika, po raz pierwszy w historii muzyki. Partytura wskazuje nawet konkretne nagranie gramofonowe: Brunswick Panatrope. Wcześniejsi kompozytorzy, jak np. Antonio Vivaldi albo Ludwig van Beethoven decydowali się raczej na próbę imitacji ptasich treli za pomocą klasycznego instrumentarium.
Końcowa, czwarta część Pinie wzdłuż Via Appia ilustruje pinie rosnące wzdłuż Via Appia. Mglistym świtem rzymski legion kroczy drogą w pierwszych promieniach słońca. Respighi pragnął, by podłoga sali koncertowej drżała pod krokami wojska i w tym celu posłużył się najniższymi rejestrami organów. Wśród instrumentów pojawia się buccina – starożytny rodzaj trąbki, przeważnie zastępowana przez flugelhorn. Trąbki obwieszczają wejście konsula na Kapitol.

## Instrumentarium
Utwór jest skomponowany na dużą orkiestrę:
- dęte drewniane: 3 flety (w tym jeden wymiennie z piccolo), 2 oboje, rożek angielski, 2 klarnety – B i A, klarnet basowy B i A, 2 fagoty, kontrafagot
- dęte blaszane: 4 waltornie w stroju F i E, 3 trąbki B, 3 puzony, 1 puzon basowy, 6 buccin w Btuba (partia grana zwykle przez flugelhorny lub sakshorny, po dwa w wariantach sopranowym, tenorowym i basowym) oraz jedna trąbka C poza sceną
- instrumenty perkusyjne: kotły, bęben wielki, werbel, talerze, 2 pary małych talerzy, tam-tamy, gong, trójkąt, klekotka, tamburyn, dzwonki orkiestrowe
- instrumenty klawiszowe: organy, fortepian, czelesta
- instrumenty elektroniczne: gramofon (tylko w III części)
- smyczki: harfa, skrzypce I i II, altówki, wiolonczeles, kontrabasy